# 齐加尼·多劳
齐加尼·多劳（匈牙利語：Czigány Dóra，1992年10月23日—），匈牙利女子水球运动员。她曾代表匈牙利国家队参加2012年和2016年夏季奥林匹克运动会水球比赛，均获得第四名。